# Michel Bauwens
Pour les articles homonymes, voir Bauwens.
Michel Bauwens, né le 21 mars 1958, est un informaticien belge, cyberphilosophe, théoricien du pair à pair, auteur et conférencier sur des sujets technologiques et culturels innovants.

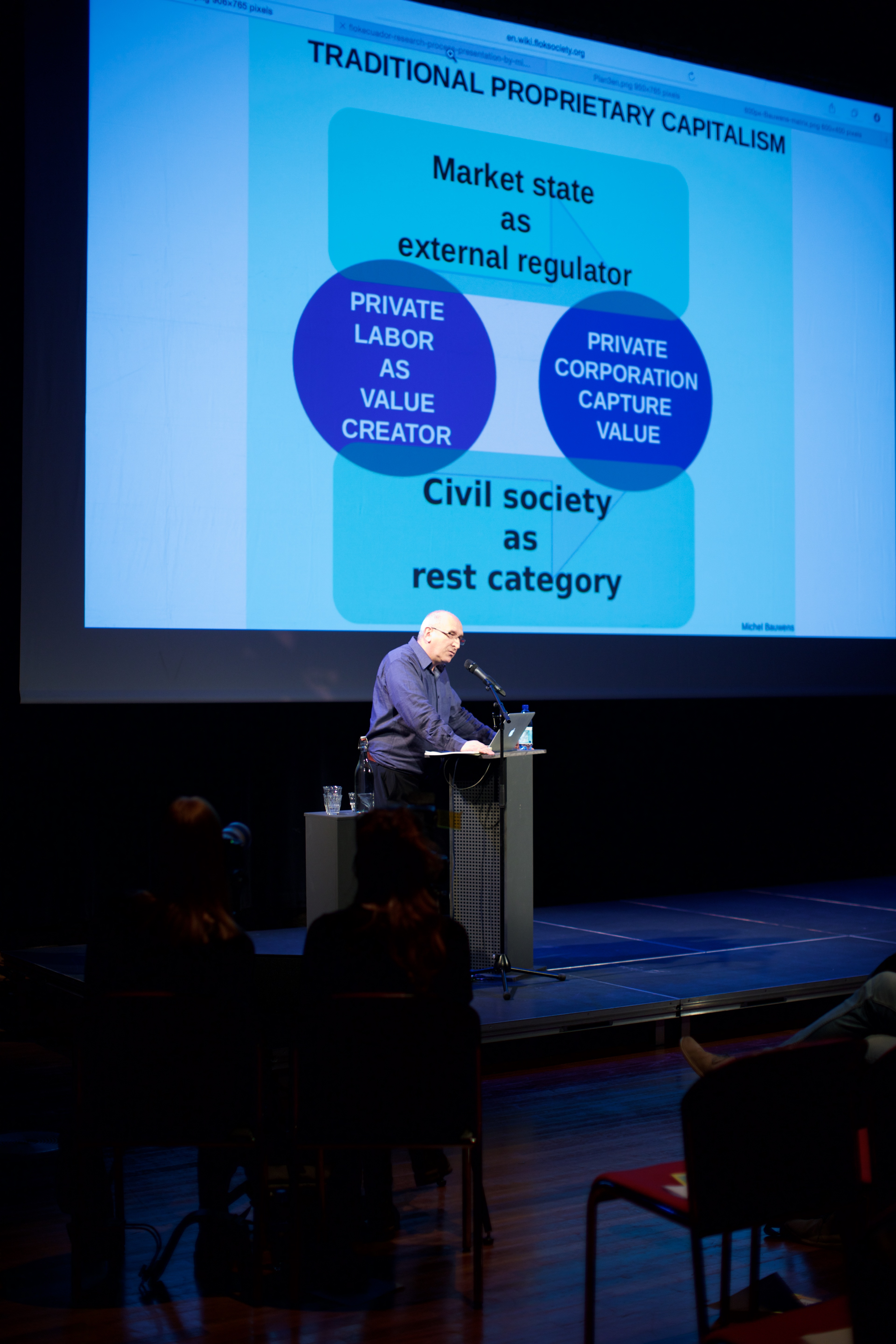
M. Bauwens parlant ici (en 2016) de la blockchain, qui selon lui ne doit pas être confondue avec les modes de peer-to-peer permettant l'économie collaborative et les communs ouvrant sur une société post-capitaliste; la blockchain est pour lui « un rêve technocratique totalitaire » notamment parce que gouvernée par une solution techniques et adoptée sans débat démocratique

## Biographie
Michel Bauwens grandit dans des conditions insalubres qui nuisent à sa santé. Devant aller régulièrement en sanatorium, il est très tôt séparé de ses parents. Il fréquente des cercles d'extrême-gauche puis s'engage dans le trotskysme. Il traverse une crise existentielle et se rapproche de plusieurs mouvements ésotériques avant de faire carrière dans les nouvelles technologies.
Michel Bauwens a obtenu un diplôme en Relations politiques/Relations internationales en 1981 à l'université libre de Bruxelles. Il est rédacteur en chef de la revue belge Wave mais il est surtout connu pour avoir créé la Fondation P2P, une organisation dont le but est d'étudier l'impact de la technologie et de la pensée pair-à-pair sur la société.
Au début de sa carrière il a travaillé comme analyste pour l'United States Information Agency, il a été directeur de l’information stratégique chez BP ainsi que responsable de la stratégie à long terme chez Belgacom (jusqu'en 2002).
Il est aussi le créateur de deux “dot.coms” belges spécialisées dans la construction d'intranet/extranet (eCom) et dans le cybermarketing (KyberCo).
Entre 1997 et 1998, il a coproduit, avec Frank Theys, un documentaire de trois heures[réf. nécessaire] sur le transhumanisme intitulé « TechnoCalyps, the metaphysics of technology and the end of man ».
En 2010, il a participé au forum mondial du libre comme conférencier.
En 2008 et 2012 il a été expert pour l'Académie pontificale des sciences sociales.
Il a enseigné l’anthropologie numérique à la haute école Groupe ICHEC – ISC Saint-Louis - ISFSC à Bruxelles puis à l'université de Payap ainsi qu'à l'université Dhurakij Pundit en Thaïlande.
Depuis mars 2003 il vit en Thaïlande à Chiang Mai.

## La théorie du pair-à-pair
Le pair-à-pair fait référence à la structure d’un réseau. C'est la capacité des ordinateurs à entrer en contact les uns avec les autres mais sans qu’il n’y ait un point central ni qu'ils aient besoin d'une permission. Michel Bauwens a commencé à s'interroger sur le pair-à-pair lorsqu'il travaillait chez Belgacom dans les années 1990. Il réalisa que la logique du pair-à-pair permettrait de répondre aux «failles» du système comme les dommages environnementaux, les injustices sociales ou encore la dégradation des relations sociales. En effet, ce modèle pourrait s'adapter à une structure sociale. Dans cette structure chacun serait capable de communiquer et de collaborer, là aussi, sans avoir besoin de demander la permission. Le pair-à-pair permettrait la création de valeur commune en partageant ses connaissances. La production de ressources ne serait pas due à une motivation financière mais grâce à la libre participation des citoyens. C'est un changement de perspective qui permettrait à chacun de contribuer aux manquement de l'autre.
Michel Bauwens affirme que « Le P2P est le socialisme du XXIe siècle ! » et que « La révolution induite par le P2P aura des effets similaires à ceux provoqués par l’apparition de l’imprimerie au XVe siècle ».

## Publications
- avec Jean Lievens (préface de Bernard Stiegler) : Sauver le monde : vers une économie post-capitaliste avec le peer-to-peer, Les Liens qui libèrent, 2015 (ISBN 979-10-209-0183-5, lire en ligne).
- avec Vasilis Kostakis : Manifeste pour une véritable économie collaborative : vers une société des communs, Paris, Charles Léopold Mayer, 2017, 106 p. (ISBN 978-2-84377-205-4, lire en ligne).
- « Quelles différences entre les biens communs et le communisme ? », sur owni.fr (publié initialement sur le blog de la Fondation P2P), 6 janvier 2011.
- avec Remi Sussan : « Le peer to peer : nouvelle formation sociale, nouveau modèle civilisationnel », Revue du MAUSS,‎ 2005 (DOI https://doi.org/10.3917/rdm.026.0193, lire en ligne).